# Ribeira Brava (freguesia)
Ribeira Brava is een plaats (freguesia) in de Portugese gemeente Ribeira Brava en telt 5941 inwoners (2001).
Bij de plaats staat de vuurtoren Farol da Ribeira Brava.